# Bol, Tchad

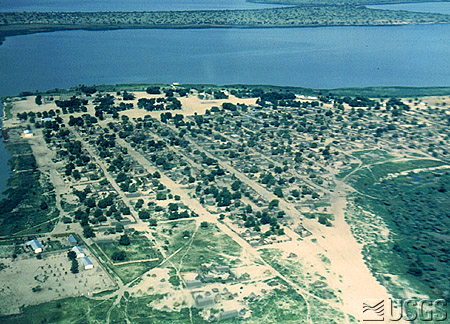
Staden Bol.

Bol är en stad i regionen Lac omkring Tchadsjön i västra Tchad. Staden har haft ungefär 11 000 invånare under 2000-talet men under 1990-talet cirka 7 000. Stadsmiljön präglas av föroreningar och torka.
Från Bol kommer sprintlöperskan Kaltouma Nadjina.